# Кубанский 1-й казачий полк
1-й Кубанский генерал-фельдмаршала Великого князя Михаила Николаевича полк, Кубанского казачьего войска.
- Старшинство — 13 июня 1732 года.
- Полковой праздник — 30 августа (12 сентября), общий с войском.

## Формирование полка
1-й Кубанский полк Кубанского казачьего войска ведёт свою историю от Волгских казаков и Ставропольского казачьего полка.
10 марта 1732 года поселённые на Царицынской линии казаки были соединены под одним управлением и названы Волгскими казаками. 5 мая 1776 года последовал указ о включении Волгского войска в состав Астраханского казачьего войска и переселении его на Азовско-Моздокскую линию. Через десять лет, 11 апреля 1786 года, Волгское войско было отделено от Астраханского и вошло в состав поселённых на Кавказской линии казаков.
28 февраля 1792 года из волгских и донских казаков, державших кордоны на Кубани, был сформирован Кубанский полк поселённых на Кавказской линии казаков. 26 февраля 1799 года оставшаяся часть Волгского казачьего войска была преобразована в Волгский полк (впоследствии этот полк был включён в состав Терского казачьего войска).
В 1837 году из казённых крестьян и казаков трёх станиц Кубанского и Хоперского полков был сформирован Ставропольский казачий полк поселённых на Кавказской линии казаков. Из второй половины этого полка 14 февраля 1845 года был сформирован 2-й Ставропольский полк Кавказского линейного казачьего войска. Тогда же Кубанский полк был также разделён на два: 1-й и 2-й Кубанские полки Кавказского линейного казачьего койска, составившие 3-ю бригаду этого войска.10 марта 1858 года эта бригада сменила номер на 4-й и 19 ноября 1860 года была включена в состав Кубанского казачьего войска.
4 марта 1861 года последовало указание о переименовании полков: 1-й и 2-й Кубанские полки получили номера 17-й и 18-й соответственно, а 2-й Ставропольский полк назван 20-м полком Кубанского казачьего войска. Под этими номерами полки существовали недолго, поскольку уже 13 мая того же года 17-й и 18-й полки получили новые номера, 12-й и 13-й, составив при этом 2-ю бригаду Кубанского казачьего войска, а 20-й полк стал 15-м.
1 августа 1870 года 12-й, 13-й и 15-й полки были соединены и переформированы в один полк, получивший название 8-го Кубанского.
24 июня 1882 года этот полк был переформирован на три очереди, причём 2-й и 3-й Кубанские казачьи полки были определены льготными и созывались только в случае начала войны, а основной полк именовался Кубанским казачьим (без номера). 1-й номер этот полк официально получил лишь 24 мая 1894 года.
13 января 1912 года полку был назначен вечный шеф — великий князь Михаил Николаевич и полк стал носить официальное именование 1-й Кубанский генерал-фельдмаршала великого князя Михаила Николаевича полк Кубанского казачьего войска.

## Список станиц полкового округа
Полковой округ, состоял из станиц Лабинского отдела Кубанской области.
- Барсуковская
- Григориполисская
- Каменнобродская
- Николаевская
- Ново-Александровская
- Ново-Марьевская
- Ново-Троицкая
- Прочноокопская
- Расшеватская (до 1903 года)
- Рождественская
- Сенгилеевская
- Темижбекская
- Убеженская

## Полковая униформа

### Форма
При кавказской казачьей форме полк носил: Черкеска, папаха, тулья — черная, Бешмет, погон, колпак папахи, выпушка, клапан, околыш — алый.

## Кампании полка
1-й Кубанский полк всё время своего существования находился на Кавказе и принимал участие во всех войнах, бывших на Кавказе в конце XVIII и XIX столетиях. Две сотни полка в 1911—1912 годах были командированы в Персию. Во время Первой мировой войны полк состоял в корпусе генерала Баратова.

## Знаки отличия полка
- Полковое Георгиевское знамя с надписью «За постоянное усердие и отличия в Турецкую войну в 1828—1829 годах, во всех делах с горцами и в особенности в деле 1-го ноября 1848 года под станицей Сенгилеевской и при покорении Западного Кавказа в 1864 году», пожалованное 20 июля 1865 года.
- Двенадцать серебряных Георгиевских труб с надписью «За взятие Карса 6-го ноября 1877 года», пожалованные 13 октября 1878 года.
- Знаки отличия на головные уборы, пожалованные 13 октября 1878 года, с надписями:
  - «За отличие в 1854 году и в Турецкую войну 1877 и 1878 годов» в 1-й сотне, первая часть надписи унаследована от Ставропольского казачьего полка.
  - «За отличие в Турецкую войну 1877 и 1878 годов» во 2—6-й сотнях.
- Белевая тесьма на воротнике и рукавах мундиров нижних чинов, пожалованная 6 декабря 1908 года.

## Командиры полка

### Командиры предшественников 1-го Кубанского полка
- 02.05.1852 — 01.10.1858 — войсковой старшина (с 21.12.1856 подполковник) Перепеловский, Василий Григорьевич (2-й Кубанский полк)
- 13.11.1861 — 28.08.1862 — подполковник Шереметев, Сергей Алексеевич (13-й Кубанский полк)
- 14.04.1862 — 12.06.1866 — войсковой старшина (с 13.11.1862 подполковник) Венеровский, Степан Александрович (до 28.08.1862 временный командующий, 13-й Кубанский полк)
- 10.01.1869 — 01.08.1870 — подполковник Шипшев, Темирхан Актолович (13-й Кубанский полк)

### Командиры 1-го Кубанского полка
- 01.08.1870 — 24.03.1871 — подполковник Шипшев, Темирхан Актолович
- 04.05.1878 — 24.10.1882 — полковник Панин, Сергей Николаевич
- 23.03.1889 — 23.09.1897 — полковник Косякин, Пётр Иванович
- 25.10.1897 — 19.06.1904 — полковник Грамотин, Александр Алексеевич
- 25.06.1904 — 06.04.1907 полковник Борисов, Григорий Александрович
- 03.05.1907 — 22.07.1910 — полковник Майборода, Андрей Онисимович
- 27.07.1910 — 07.08.1912 полковник Пацапай, Василий Федотович
- 07.08.1912 — 01.07.1916 — полковник Федюшкин, Николай Косьмич
- 06.08.1916 — ранее 20.06.1917 — полковник Лещенко, Владимир Андреевич
- ранее 11.07.1917 — хх.03.1918 — полковник Суржиков, Алексей Иванович

### Командиры 2-го (льготного) Кубанского полка
- 08.11.1880 — 29.03.1881 — подполковник Жуков, Василий Сидорович
- 25.09.1910 — после 1913 — войсковой старшина Толстов, Василий Григорьевич